# Oskarshamns hamn

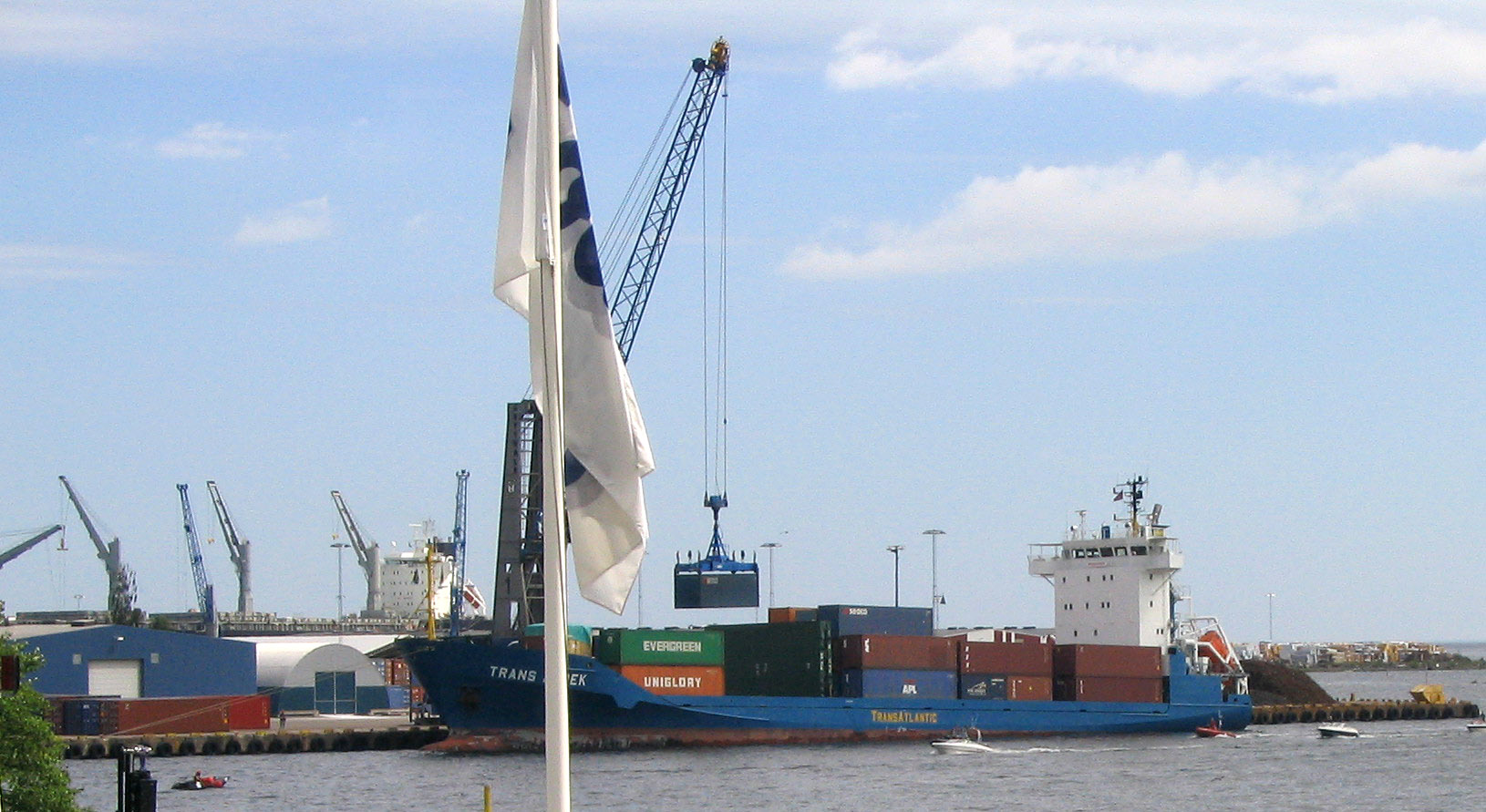
Lastning i Oskarshamns hamn.

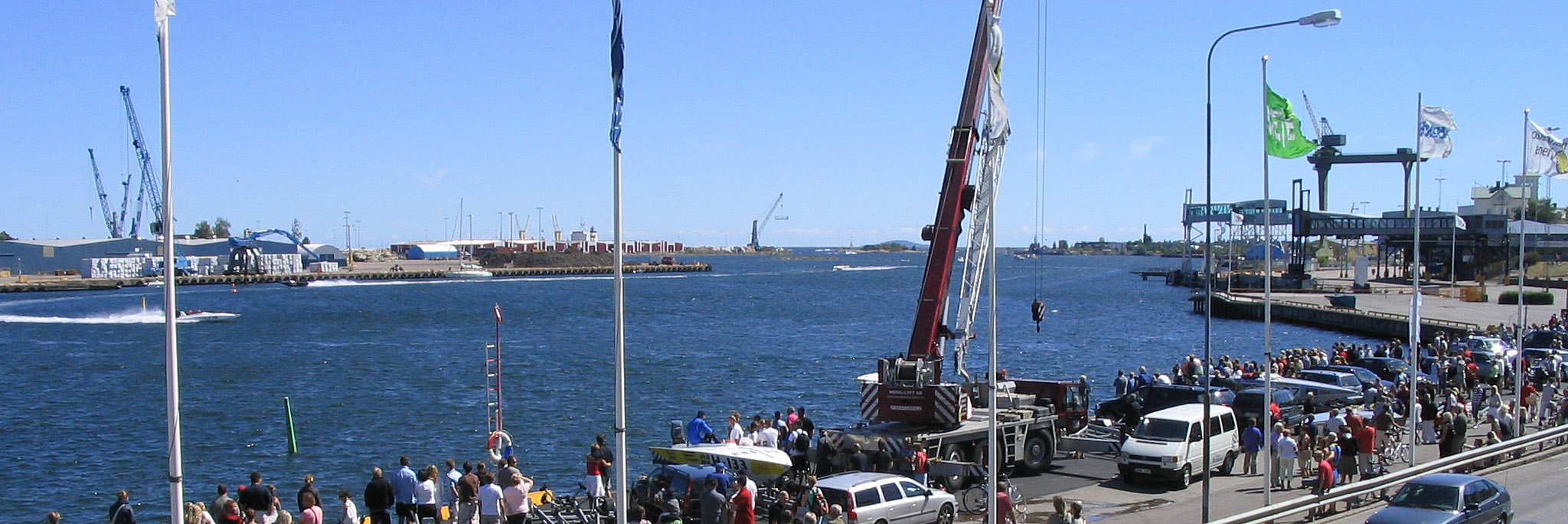
Hamnen med Gotlandsterminalen och varvet till höger i bild.

Oskarshamns hamn är en gods- och passagerarhamn belägen i Oskarshamns kommun i sydöstra Sverige. Godshanteringen är allomfattande och inkluderar petroleumprodukter och containertrafik. Den dominerande lasten är dock sågade trävaror.
Färjeförbindelse finns till Visby på Gotland med cirka 400 000 resenärer årligen. Sommartid finns även färjeförbindelser till Öland och nationalparken Blå Jungfrun.
Medelantalet anställda vid Oskarshamns Hamn AB (numera Smålandshamnar AB) var 65 personer år 2008.
På hamnens södra sida ligger Oskarshamns varv.

## Korta fakta
- Total kajlängd: 2 700 meter
- Max djup: 11 meter
- RoRo-kaj: 500 meter, djup 8,0 meter
- Godsomsättning: cirka 1,4 miljoner ton
- Antal fartygsanlöp 2008: 771[2]

## Övriga faciliteter
Hamnen har järnvägsspår som sträcker sig via södra kajen runt inre hamnen och ut mot Oceankajen i den norra delen av hamnen. Järnvägen är av normalspårstyp (spårvidd 1435 mm) och är förbunden med stambanan via Nässjö–Oskarshamns järnväg. Övriga faciliteter är två bogserbåtar med en dragkraft på cirka 30 ton vardera, hamnkranar, magasin och uppställningsytor.

## Klassificering
Sjöfartsverket (sorterar idag under Trafikverket) har pekat ut Oskarshamns hamn och dess inseglingsled som ett riksintresse för sjöfarten. Hamnen ingår i Transeuropeiska nätverket för transporter (TEN-T), en organisation för satsningar på infrastruktur inom Europeiska unionen, sorterande under Europeiska investeringsbanken.

## Kustbevakning och lots
I Oskarshamn finns en kustbevakningsstation och en lotsstation. Lotsstationen ligger på udden Homhällan i yttre delen av hamnen. Man ombesörjer lotsning i Norra Kalmarsund för insegling till Oskarshamn, Flivik, Simpevarp och Jättersön. Kustbevakningsstationen ligger i inre hamnområdet. Kustbevakningens flotta i Oskarshamn består av ett större kombinationsfartyg benämnt KBV 033, samt två mindre enheter.

## Historia
Ursprunget till hamnen i Oskarshamn var Döderhultsvikens naturliga gynnsamma förutsättningar med ett väl skyddat läge och goda djupförhållanden. Den tidigaste lastplatsen fanns på nuvarande Brädholmen i den inre hamnen. Det dåtida namnet var Allmänna holmen, vilken var åtskild från fastlandet av ett numera utfyllt sund.

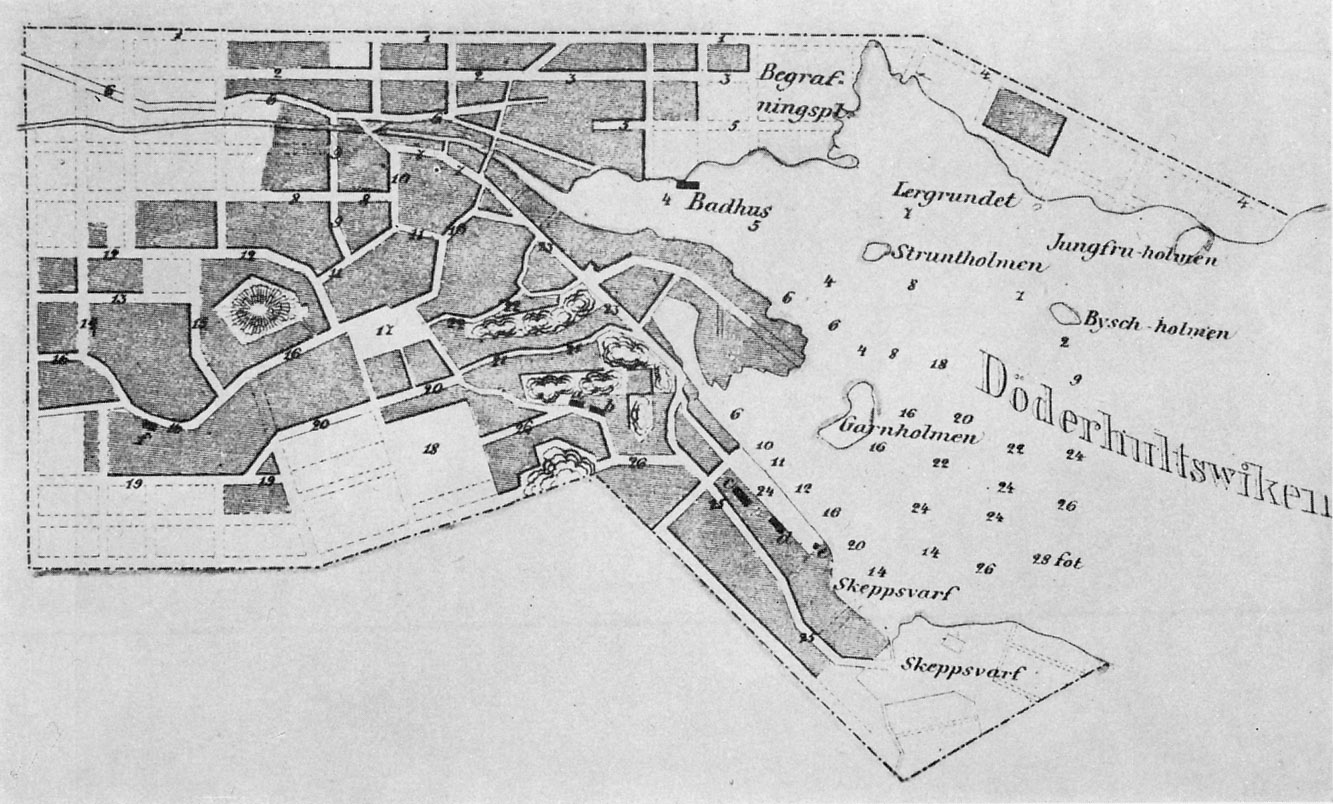
Karta från 1858.

Södra delen av hamnen kantades ursprungligen av branta klippor som stupade ner i havet. Under 1800-talet gjordes utfyllnader för Södra kajen och nuvarande Skeppsbron. Tillväxten var hög i staden efter att stadsrättigheter hade beviljats 1856. Kajanläggningarna räckte inte till vilket ledde till att man påbörjade byggandet av Norra kajen kring förra sekelskiftet. Sommaren 1939 förlängdes Norra kajen med ytterligare 200 meter och därefter ytterligare 215 meter år 1969 då en RoRo-kaj anlades.
Post- och passagerartrafiken från Oskarshamn till Visby startade redan 1875. Från början gick trafiken från södra kajen. Det nuvarande färjeläget för Gotlandstrafiken färdigställdes 1973. Ett nytt färjeläge och ny färjeterminal vid Liljeholmskajen är under projektering.
1959 träffades avtal med Svenska BP om att anlägga en oljehamn i hamninloppet till Oskarshamn. Anläggningen stod färdig 1961 med kaj, oljecisterner och oljeledningar. Vattendjupet vid kaj var 12,5 meter utan muddring.
1983 stod Oceankajen vid Klubbdjupet färdig. Den är byggd i de yttre delarna av hamnen med ett klarramat djup av 11 meter och en kajlängd av 350 meter. Under 2009–2010 förlängdes Oceankajen med ytterligare 130 meter till en total längd av 480 meter.